# Euploea zavata
Euploea zavata är en fjärilsart som beskrevs av Embrik Strand 1914. Euploea zavata ingår i släktet Euploea och familjen praktfjärilar. Inga underarter finns listade i Catalogue of Life.